# UEFA Europa League finalen 2024
UEFA Europa League finalen 2024 var en fodboldkamp der blev spillet 22. maj 2024. Kampen blev spillet på Aviva Stadium i den irske hovedstad Dublin, og skulle finde vinderen af UEFA Europa League 2023-24. De deltagende hold var italienske Atalanta og tyske Bayer Leverkusen. Den var kulminationen på den 53. sæson i Europas næststørste klubturnering for hold arrangeret af UEFA, og den 15. finale siden turneringen skiftede navn fra UEFA Cup til UEFA Europa League.
Med en sejr på 3-0 sikrede Atalanta sin første triumf i turneringen.
Kampen blev ledet af den rumænske dommer István Kovács.